# Lilla Tvillinggölen
Lilla Tvillinggölen är en sjö i Västerviks kommun i Småland och ingår i Storåns huvudavrinningsområde.